# قائمة إصدارات الطوابع البريدية في رأس الخيمة
أدارت المملكة المتحدة العلاقات الخارجية لإمارات الساحل المتصالح نتيجة لمعاهدة «الاتفاقية الحصرية» لعام 1892، بما في ذلك إدارة البريد والبرق - حيث تكن هذه الإمارات منتمية للاتحاد البريدي العالمي. افتتحت حكومة الهند أول مكتب بريد في دبي في عام 1941. وفي عام 1948، وتولت إدارته وتشغيله الوكالات البريدية البريطانية في شرق شبه الجزيرة العربية، وهي شركة تابعة لمكتب البريد العام. كانت الطوابع في ذلك الوقت عبارة عن طوابع بريطانية مقابل رسوم إضافية بقيمة الروبية، حتى عام 1959، حيث أصدرت مجموعة من طوابع بريدية تحمل اسم «الإمارات المتصالحة» من دبي.
في عام 1963، تنازلت المملكة المتحدة عن مسؤوليتها عن الأنظمة البريدية في الإمارات المتصالحة إلى حكام الإمارات المتصالحة. لذا أصدرت إمارة رأس الخيمة أول طوابعها البريدية في سنة 1964.
هذه قوائم إصدارات الطوابع البريدية في إمارة رأس الخيمة:
- قائمة إصدارات الطوابع البريدية في رأس الخيمة (1964)
- قائمة إصدارات الطوابع البريدية في رأس الخيمة (1965)
- قائمة إصدارات الطوابع البريدية في رأس الخيمة (1966)
- قائمة إصدارات الطوابع البريدية في رأس الخيمة (1967)
- قائمة إصدارات الطوابع البريدية في رأس الخيمة (1968)
- قائمة إصدارات الطوابع البريدية في رأس الخيمة (1969)
- قائمة إصدارات الطوابع البريدية في رأس الخيمة (1970)
- قائمة إصدارات الطوابع البريدية في رأس الخيمة (1971)
- قائمة إصدارات الطوابع البريدية في رأس الخيمة (1972)